# Хейл (тауншип, Миннесота)
Хейл (англ. Hale) — тауншип в округе Мак-Лауд, Миннесота, США. На 2000 год его население составило 957 человек.
Тауншип был назван в честь либо первого поселенца либо Джон Хейла из Нью-Гемпшира, конгрессмена и кандидата в президенты.

## География
По данным Бюро переписи населения США площадь тауншипа составляет 91,9 км², из которых 88,4 км² занимает суша, а 3,5 км² — вода (3,80 %).

## Демография
По данным переписи населения 2000 года здесь находились 957 человек, 335 домохозяйств и 275 семей. Плотность населения — 10,8 чел./км². На территории тауншипа расположено 343 постройки со средней плотностью 3,9 построек на один квадратный километр.
Из 335 домохозяйств в 36,1 % воспитывались дети до 18 лет, в 71,6 % проживали супружеские пары, в 4,5 % проживали незамужние женщины и в 17,9 % домохозяйств проживали несемейные люди. 14,6 % домохозяйств состояли из одного человека, при том 6,6 % из — одиноких пожилых людей старше 65 лет. Средний размер домохозяйства — 2,86, а семьи — 3,17 человека.
26,9 % населения — младше 18 лет, 6,7 % — в возрасте от 18 до 24 лет, 27,5 % — от 25 до 44, 25,2 % — от 45 до 64, и 13,8 % — старше 65 лет. Средний возраст — 39 лет. На каждые 100 женщин приходилось 107,1 мужчин. На каждые 100 женщин старше 18 приходилось 108,3 мужчин.
Средний годовой доход домохозяйства составлял 50 446 долларов, а средний годовой доход семьи — 52 500 долларов. Средний доход мужчин — 32 969 долларов, в то время как у женщин — 24 632. Доход на душу населения составил 18 198 долларов. За чертой бедности находились 4,2 % семей и 5,7 % всего населения тауншипа, из которых 7,0 % младше 18 и 6,8 % старше 65 лет.